# Vilém Doubrava
Vilém Doubrava (29. února 1864, Praha – 2. listopadu 1935, Srbsko) byl český hudební skladatel, pedagog a překladatel.

## Život
Absolvoval gymnázium v Praze. Soukromě studoval zpěv a klavír. Z obou oborů vykonal státní zkoušky a stal se majitelem hudební školy v Praze na Žižkově. Se svými žáky pořádal výchovné koncerty. Vedle toho byl zaměstnán jako úředník pražské plynárny.
Kromě pedagogické a skladatelské práce byl činný i v literatuře. Překládal beletrii a byl redaktorem dvou literárních edic. Napsal učebnici Nástin hudební nauky, která byla vydána dvakrát, v roce 1899 a revidované vydání v roce 1904. Psal i články o přírodě.

## Dílo (výběr)

### Klavírní skladby
- Miniatury (1897)
- Bagatelly (1903)
- Mazurek (1907)
- Lístek do památníku (1909)
- Předehra k loutkovému divadlu

### Písně
- Čtvero písní
- Písně v národním tónu
- Staropražské písničky
- Úpravy českých a slovenských písní

### Ostatní
- České tance pro symfonický orchestr
- Májová noc (kantáta na slova Karla Jaromíra Erbena)
- Skladby pro housle a klavír.
- Sbory